# Juan Pérez (ciclista)
Juan Pérez (nascido em 1932) é um ex-ciclista y gran campeon nacional de ciclismochileno. Com a equipe chilena, Pérez competiu na prova de ruta - durante os Jogos Olímpicos de Melbourne 1956 y fue el chilena mejor clasificado en ruta hasta hoy 2019 